# قاصنة
قاصنة أو تشيزينا (بالإيطالية: Cesena)‏. مدينة شمال إيطاليا بإقليم إميليا رومانيا، عاصمة مقاطعة فورلي قاصنة إلى جانب مدينة فورلي. تقع ضمن منطقة رومانيا التاريخية، سكانها 94.938 نسمة.

## السكان
في سنة 1861 بلغ عدد السكان 36٬269 نسمة، وتطور العدد ليصل في سنة 2011 لـ 95٬990 نسمة.
يظهر هذا المخطط البياني تطور النمو السكاني لـ قاصنة

## الجغرافيا
تقع في موقع ممتاز بين التلال الأبينيني التوسكو-رومانية وسهل وادي بو الروماني. كما تقع قاصنة على طريق إميليا، على بُعد 20 كم جنوب شرق فورلي و 30 كم شمال غرب ريميني، وحوالي خمسة عشر كم عن البحر الأدرياتي. وبها نهر سافيو. بمساحتها البالغة 250 كم²، تعد من بين أكبر بلديات إيطاليا. وهي مركز زراعي مهم سواء بالإنتاج الزراعي أو بالصناعات القائمة عليه.

## التاريخ
كانت قاصنة أصلا إمـّا بلدةً أومبرية أو أترورية. وبعد فترة وجيزة تحت حكم الغالي، استولى عليها الرومان في القرن الثالث قبل الميلاد. كانت مدينة حامية ذات أهمية إستراتيجية دُمـّرت في الحروب بين ماريوس وسولا. ذكر المؤرخ بليني الأكبر نبيذ قاصنة من بين الأفضل.
كانت قاصنة على الحدود المشتركة بين إكسرخسية رافينا واللومبارديين. ثم قدّمها الفرنجة إلى البابوية في عام 754 ومرت ذهاباً وإياباً بين البابوات وأساقفة رافينا، كانت لفترة قصير جمهورية بلدية 1183 - 1198 وظلت طويلا محل تنازع بين البابوات وأباطرة الرومانية المقدسة إقطاعيةً حُكمت أحياناً من قبل آل مالاتيستا وأحياناً حُكمت مباشرةً من البابوية، مع وجود مقاومة.
سُحِقَ حكم آل أورديلافي القصير عام 1357 من قبل القوات البابوية يقودها الكاردينال خل ألبورنوس: باء دفاع المدينة البطولي بقيادة شيا ديلي أورديلافي زوجة سيد فورلي ضد القوات البابوية المحاصرة بالفشل في النهاية.
ثارت البلدية الصغيرة مرة أخرى في عام 1377 أثناء حرب القدسين الثمانية. هذه المرة استردتها قوات جوفاني أكوتو بريتونية (كوندوتييرو إنكليزي مولد باسم جون هاوكوود) تحت قيادة روبير كاردينال جنيف (عُرف فيما بعد بالبابا المزيف كليمنس السابع): إن هذا الأخير وبصفته ممثل البابا غريغوريوس الحادي عشر أشرف على مذبحة وحشية راح ضحيتها ما بين 2500 و 5000 مدني، ولفظاعة قواعد الحرب آنذاك استحقت أن تلقب «حمام دم قاصنة» ولُقب الكاردينال بلقب «جزار قاصنة». في السنة التالية عَهـِد البابا الجديد أوربانوس السادس بما تبقى من قاصنة إلى غاليوتو الأول مالاتيستا.
بين عامي 1379-1465 تعافت المدينة وازدهرت تحت حكم آل مالاتيستا، الذين أعادوا بناء القلعة (سميت قلعة مالاتيستيانا) المطلة على المدينة. وبني دومينيكو مالاتيستا بالقرب من القلعة مكتبة مالاتيستيانا (1429) والتي تعتبر نموذجا طيبا لمكتبة عصر النهضة وتحوي العديد من المخطوطات القيمة.
بعد وفاة نوفيلو (1465)، عادت قاصنة إلى السيطرة البابوية المباشرة، ولكن السيد المحلي تشيزري بورجا استولى عليها سنة 1500. ورُقـّيَت المدينة لتكون عاصمة دوقيته القوية وإن كانت قصيرة العـُمر.
لاحقا تحولت قاصنة إلى مدينة ثانوية في الدولة البابوية. وُلِد في قاصنة في القرنين الثامن عشر والتاسع عشر اثنين من البابوات البابا بيوس السادس والبابا بيوس السابع، كما كان البابا بيوس الثامن أسقفا لها، فَلُقـّبت ب«مدينة البابوات الثلاثة». خلال الحروب النابليونية جـُرّدت من العديد من الأديرة والكنائس. لعب بعض أبناءها أدواراً بارزة في توحيد إيطاليا في النصف الثاني من القرن التاسع عشر.
خلال الحرب العالمية الثانية كانت قاصنة قرب ما سمي بالخط القوطي، الذي يمر على جبال الأبينيني قرب المدينة، وعانت قصفاً شديداً.
في عام 1992 رُقـّيَت تشزينا لتكون بالاشتراك مع فورلي عاصمتي مقاطعة فورلي قاصنة.